# كريستيان كوفي
كريستيان كوفي (بالفرنسية: Christian Koffi)‏ هو لاعب كرة قدم فرنسي، ولد في 28 أغسطس 2000 في باريس في فرنسا.

## وصلات خارجية
- كريستيان كوفي على موقع قاعدة بيانات كرة القدم.إي يو (الإنجليزية)
- كريستيان كوفي على موقع Soccerway.com (الإنجليزية)